# .sz
.sz és el domini de primer nivell territorial (ccTLD) de Swazilàndia. L'entitat responsable d'assignar-hi els dominis és l'Associació d'ISPs de Swazilàndia (SISPA).

## Dominis de segon nivell
Hi ha tres dominis de segon nivell:
- co.sz: entitats comercials
- ac.sz: institucions acadèmiques
- org.sz: organitzacions no comercials